# Eu, Tonya
Eu, Tonya (titlu originar în engleză I, Tonya) este un film dramă biografică din 2018 regizat de Craig Gillespie și scris de Steven Rogers. Din distribuție: Margot Robbie, Sebastian Stan, Allison Janney, Bobby Cannavale, Julianne Nicholson.
"I, Tonya" / "Eu, Tonya" este povestea uneori absurdă, alteori tragică, dar și comică a celei care s-a situat în centrul celui mai mare scandal din istoria sportului. Tonya Harding (Margot Robbie), campioană națională a Statelor Unite, de două ori laureată a Olimpiadei, a ajuns în presa internațională și datorită unui scandal imens petrecut la Olimpiada din 1994, când oponenta sa directă a fost atacată și rănită în timpul unui antrenament. S-a dovedit apoi că agresorul fusese aganjat de soțul patinatoarei, Harding fiind apoi eliminată din competiție.
Pelicula a obținut 3 nominalizări la Premiile Oscar, 3 la Premiile Globul de Aur, respectiv 5 la Premiile BAFTA, Allison Janney câștigând râvnitele statuete Oscar, Globul de Aur și BAFTA la categoria "Cea mai bună actriță în rol secundar".

## Distribuție
- Margot Robbie - Tonya Harding
- Mckenna Grace - Tonya, 8-12 ani
- Maizie Smith - Tonya, 4 ani
- Sebastian Stan - Jeff Gillooly
- Allison Janney - LaVona Golden
- Julianne Nicholson - Diane Rawlinson
- Caitlin Carver - Nancy Kerrigan
- Bojana Novakovic - Dody Teachman
- Paul Walter Hauser - Shawn Eckardt
- Bobby Cannavale - Martin Maddox
- Dan Triandiflou - Bob Rawlinson
- Ricky Russert - Shane Stant

## Premii și nominalizări
Premiile OSCAR, ediția 90, 4 martie 2018
- Nominalizare la categoria "Premiul Oscar pentru cea mai bună actriță în rol principal" - pentru Margot Robbie
- Premiul Oscar pentru cea mai bună actriță în rol secundar - pentru Allison Janney
- Nominalizare la categoria "Premiul Oscar pentru cel mai bun montaj" - pentru Tatiana S. Riegel

Premiile Globul de Aur, ediția 75, 7 ianuarie 2018
- Nominalizare la categoria "Premiul Globul de Aur pentru cel mai bun film (comedie/muzical)"
- Nominalizare la categoria "Premiul Globul de Aur pentru cea mai bună actriță (comedie/muzical)" - pentru Margot Robbie
- Premiul Globul de Aur pentru cea mai bună actriță în rol secundar - pentru Allison Janney

Premiile BAFTA, ediția 64, 13 mai 2018
- Nominalizare la categoria "Premiul BAFTA pentru cea mai bună actriță în rol principal" - pentru Margot Robbie
- Nominalizare la categoria "Premiul BAFTA pentru cel mai bun scenariu original" - pentru Steven Rogers
- Premiul BAFTA pentru cea mai bună actriță în rol secundar - pentru Allison Janney
- Nominalizare la categoria "Premiul BAFTA pentru cele mai bune costume" - pentru Jennifer Johnson
- Nominalizare la categoria "Premiul BAFTA pentru machiaj și hairstyle" - pentru Deborah La Mia Denaver/Adruitha Lee